# Verlag Zeit im Bild
Der Verlag Zeit im Bild war ein Verlag in Dresden von 1952 bis 1990.

## Geschichte
Am 1. Januar 1952 wurde der Verlag Zeit im Bild in Dresden gegründet. Ziel war die Herausgabe der Illustrierten Zeit im Bild. Seit etwa 1956 erschienen dort weitere Zeitschriften wie DDR-Revue, Neue Heimat und Journal aus der Deutschen Demokratischen Republik, die Informationen aus der DDR im Ausland vermitteln sollten. Seit 1963 wurde dem Verlag die gesamte Außendarstellung der DDR mit Zeitschriften, Broschüren, großformatigen Wandkalendern und zahlreichen Büchern, oft als Hochglanzausgaben, übertragen. Er unterstand spätestens seit dieser Zeit der Abteilung für Auslandsinformation des ZK der SED. 1968 wurde ein großzügiger Neubau in der Julian-Grimau-Allee bezogen. 1969 wurde die Zeitschrift Zeit im Bild abgegeben. 1989 sollen im Verlag etwa 300 Mitarbeiter beschäftigt gewesen sein.
1990 wurde der Verlag Zeit im Bild mit einem Teil des SED-Vermögens an den Staat abgegeben und Ende des Jahres abgewickelt.